# Pectinariophyes hyalinipennis
Pectinariophyes hyalinipennis är en insektsart som först beskrevs av Carl Stål 1855.  Pectinariophyes hyalinipennis ingår i släktet Pectinariophyes och familjen Machaerotidae. Inga underarter finns listade i Catalogue of Life.